# 北アメリカ
北アメリカ（きたアメリカ、英: North America、西: América del Norte、仏: Amérique du Nord）または、北米（ほくべい）は、北半球にある大陸で、ほとんどが西半球に属している。北は北極海、東は大西洋、南東は南アメリカとカリブ海、西と南は太平洋に面している。グリーンランドは北アメリカプレート上にあるため、地理的には北米の一部に含まれる。

## 範囲

### 広義
北アメリカ大陸とその周辺の、西インド諸島、グリーンランドやクイーンエリザベス諸島、バミューダ諸島といった島嶼からなる。南アメリカとの陸上の境界は、地峡が最も狭まったパナマ地峡である。ただし、地峡を越えて北アメリカ大陸と南アメリカ大陸にまたがる領土を持つパナマ共和国は、国ごとの統計では北アメリカに含める。このため、実質的な南北アメリカの境界はパナマ地峡の南東にあり、パナマ・コロンビア間の国境をなしているダリエン地峡となっている。カリブ海諸島は、コロンビアのサンアンドレス島やリーワード・アンティル諸島、トリニダード・トバゴ諸島までの全域を北アメリカに含める（トリニダード・トバゴ諸島は地質学的には南アメリカ大陸と大陸棚が連続している）。
アメリカ合衆国領であるハワイは、オセアニア（より詳しくはポリネシア）であり、北アメリカではないが、国ごとの統計ではアメリカ合衆国の一部として北アメリカに加算されることになる。
アジアとの境界はベーリング海峡である。ヨーロッパとの境界は、グリーンランドとアイスランドの間のデンマーク海峡である。

### 狭義
北アメリカの南部諸国を、北アメリカと南アメリカに挟まれた中部アメリカという地域とみなすことがある。その場合、北アメリカとは英語圏のアメリカ合衆国とカナダの2国だけを指し、アングロアメリカとほぼ同義となる。

## 地理
北アメリカの大部分を占める北アメリカ大陸の地形を特徴づけるのは、大陸西部を南北に貫く大山脈、中央部に広がる大平原、そして東部のなだらかで低い山脈である。
西部大山脈のアメリカ本土とカナダ部分はロッキー山脈と呼ばれるが、その北と南にもそこから連続した山脈がそびえたつ。南に延びる山脈は、高度を下げつつ中央アメリカを縦断し、パナマ地峡の南にまで続く。ロッキー山脈は人口希薄であるが、中央アメリカの山脈部分は温暖な気候に恵まれ人口の集中する地域であり、アステカなどのメソアメリカ文明もこの高原上に栄えてきた。メキシコ南部から中央アメリカ地峡にかけてはココスプレートが北アメリカプレートおよびカリブプレートの下に潜り込むため地震が多発し、火山活動も非常に活発である。ロッキー山脈の西には、グレートベースンと呼ばれる乾燥した盆地が広がる。この盆地の北にはコロンビア高原、南にはコロラド高原が広がる。その西には太平洋に沿ってカスケード山脈、シエラネバダ山脈といった内陸山脈がそびえ、さらにその西には海岸山脈が走る。これらの海岸山脈はその名の通り太平洋のすぐそばにまで迫っている地域が多いが、海岸部に点在する低地にはロサンゼルスなどいくつかの大都市が存在する。ロッキー山脈以東には、グレートプレーンズと呼ばれる大平原が広がっている。この平原は西へ行くほど乾燥している。グレートプレーンズの東に広がるプレーリーは肥沃な草原地帯であり、コムギやトウモロコシといった穀物が盛んに栽培される穀倉地帯となっている。プレーリーの東側には北アメリカ最長の河川であるミシシッピ川が流れるが、この地方も基本的には平坦な地形である。ミシシッピ水系の北東には世界最大級の淡水湖群である五大湖がある。ミシシッピ川水系の東には東部の脊梁山脈であるアパラチア山脈が南北に延びるが、ロッキー山脈と比べて高度が低くややなだらかである。アパラチア山脈の東には大西洋との間に平地がひろがるが、この地方には世界経済の中心であるニューヨークをはじめ都市が点在し、人口稠密な産業地帯となっている。
北アメリカ大陸の南には、メキシコ湾やカリブ海といった内海が存在し、西インド諸島と総称される多数の島々が存在する。最大の島であるキューバをはじめ、イスパニョーラ島やプエルトリコ、ジャマイカといった大アンティル諸島には比較的大きな島々が多いが、その東に広がる小アンティル諸島は無数の小島が点在している。
気候的には太平洋岸の北部は西岸海洋性気候、中部は地中海性気候に属する。大陸北端はツンドラ気候、そこから北緯40度付近までの北部の広い範囲は冷帯湿潤気候に属する。西部内陸部の高原地帯は気候的には乾燥した地域が多く、大半がステップ気候、アリゾナやメキシコ北西部などには砂漠気候が広がる。アメリカ合衆国の北緯40度以南・西経100度以東は温暖湿潤気候となる。メキシコ中央高原は低緯度にあるものの標高が高いため温帯に属しているが、カリブ海諸島およびメキシコ南部・中央アメリカは熱帯気候に属する。

## 人文
北アメリカは大きく分けて、北部と南部とに大別される。北部はアメリカ合衆国とカナダからなり、イギリス系移民を中心として開拓された国家であるためアングロアメリカと呼ばれる。これに対し、メキシコ以南の大陸南部やキューバは旧スペイン領であり、同じく旧スペイン・ポルトガル領だった南アメリカ大陸の諸国と合わせてラテンアメリカとよばれる。中央アメリカのベリーズや、カリブ海に浮かぶ諸国はイギリスなどほかの国の植民地から独立した国が多く厳密にはラテンアメリカには含まれないが、アングロアメリカの2国とも経済や文化面で差異が大きく、このためカリブ海諸国として一定のまとまりをもったうえで、ラテンアメリカ諸国と一括して扱われることが多い。中部アメリカ地域は、先住民の影響が強い大陸地域と、移住してきた黒人の影響の強い環カリブ海地域の二つの文化地域に分けられるが、いずれもスペイン系をはじめとするヨーロッパ系の住民が多く、先住民系や黒人系住民の多寡によって強い地域性が現れる。
言語的にはインド・ヨーロッパ語族に属する話者が圧倒的に多く、先住のインディアンの話すアメリカ先住民諸語を話すものはわずかである。インド・ヨーロッパ語族のうち、アングロアメリカに属する北部のカナダとアメリカにおいては英語が公用語であり、日常生活においても圧倒的に使用される言語である。ただしこの両国は移民が多く、移民コミュニティの中においてはその移民の母国語が使用されることは珍しくない。また、カナダ東部のケベック州はフランス領のヌーベルフランス植民地の中心地としてフランス系移民が多数を占めていたことから、現代においてもフランス語が主に使用されているアングロアメリカで唯一の地域であり、ケベック最大の都市であるモントリオールはパリやブリュッセルに次ぐフランス語圏有数の都市となっている。中央アメリカ大陸部においては、旧イギリス領だったベリーズを除きすべての国がスペイン語を公用語としている。カリブ海地域は各国の植民地が入り乱れた地域であり、キューバやドミニカ共和国を中心としたスペイン語、ジャマイカやバハマ、小アンティル諸島の半分の国々で話される英語、その他宗主国によってフランス語やオランダ語などが使用される。
民族的には、アメリカおよびカナダにおいてはイギリス系が本来の主流であったが、ヨーロッパを中心に世界各国からの移民が長期にわたり押し寄せたことから、かなりの混淆が進んでいる。先住のインディアンはアメリカやカナダの各地に居留地を保有するが、人口的にはわずかな割合を占めるに過ぎない。また、アメリカの特に南部においてはヒスパニック系、および黒人の割合が高い。カナダはアメリカと同じくイギリス系を中心とした人々が大多数を占めるが、ケベック州だけはフランス系が大半を占めている。ケベック州は人口も多くよく開発された州であり、また英語を主とするカナダの他州との対立からケベック・ナショナリズムが盛んで独立運動がくすぶっており、過去数度独立を問う住民投票が行われたがいずれも否定された。中央アメリカにおいては、白人とインディオの混血であるメスティーソが多くの国で人口の過半を占める。インディオも、過去に大文明を築き上げていた中央アメリカの大陸部においては特に人口が多く、アングロアメリカよりもかなり多くのインディオが居住している。また、黒人は中央アメリカ大陸部にはあまり居住していないが、過去にサトウキビのプランテーションを運営するため大量に移住させられたカリブ海域においてはかなり多く、ハイチやジャマイカ、小アンティル諸島の多くの国のように、黒人が多数派を占めている国家も存在する。

## 国と地域

### 大陸地域
| 国・地域       | 現地語表記                           | 首都           | 宗主国 |
| -------------- | ------------------------------------ | -------------- | ------ |
| カナダ         | フランス語と英語: Canada             | オタワ         | 独立国 |
| メキシコ       | スペイン語: Estados Unidos Mexicanos | メキシコシティ | 独立国 |
| アメリカ合衆国 | 英語: United States of America       | ワシントンD.C. | 独立国 |

### 地峡地帯
| 国・地域       | 現地語表記                           | 首都             | 宗主国 |
| -------------- | ------------------------------------ | ---------------- | ------ |
| ベリーズ       | 英語: Belize                         | ベルモパン       | 独立国 |
| コスタリカ     | スペイン語: República de Costa Rica  | サンホセ         | 独立国 |
| エルサルバドル | スペイン語: República de El Salvador | サンサルバドル   | 独立国 |
| グアテマラ     | スペイン語: República de Guatemala   | グアテマラシティ | 独立国 |
| ホンジュラス   | スペイン語: República de Honduras    | テグシガルパ     | 独立国 |
| ニカラグア     | スペイン語: República de Nicaragua   | マナグア         | 独立国 |
| パナマ         | スペイン語: República de Panamá      | パナマ市         | 独立国 |

### バハマ諸島
| 国・地域               | 現地語表記                        | 首都               | 宗主国   |
| ---------------------- | --------------------------------- | ------------------ | -------- |
| バハマ                 | 英語: Commonwealth of The Bahamas | ナッソー           | 独立国   |
| タークス・カイコス諸島 | 英語: Turks and Caicos Islands    | コックバーンタウン | イギリス |

### 大アンティル諸島
| 国・地域       | 現地語表記                                                                         | 首都             | 宗主国         |
| -------------- | ---------------------------------------------------------------------------------- | ---------------- | -------------- |
| ケイマン諸島   | 英語: Cayman Islands                                                               | ジョージタウン   | イギリス       |
| キューバ       | スペイン語: República de Cuba                                                      | ハバナ           | 独立国         |
| ドミニカ共和国 | スペイン語: República Dominicana                                                   | サントドミンゴ   | 独立国         |
| ハイチ         | ハイチ語: Repiblik d Ayiti フランス語: République d'Haïti                          | ポルトープランス | 独立国         |
| ジャマイカ     | 英語: Jamaica                                                                      | キングストン     | 独立国         |
| ナヴァッサ島   | 英語: Navassa Island                                                               |                  | アメリカ合衆国 |
| プエルトリコ   | スペイン語: Estado Libre Asociado de Puerto Rico 英語: Commonwealth of Puerto Rico | サンフアン       | アメリカ合衆国 |

### 小アンティル諸島
| 国・地域                         | 現地語表記                                      | 首都                          | 宗主国         |
| -------------------------------- | ----------------------------------------------- | ----------------------------- | -------------- |
| アンギラ                         | 英語: Anguilla                                  | バレー                        | イギリス       |
| アンティグア・バーブーダ         | 英語: Antigua and Barbuda                       | セントジョンズ                | 独立国         |
| バルバドス                       | 英語: Barbados                                  | ブリッジタウン                | 独立国         |
| イギリス領ヴァージン諸島         | 英語: British Virgin Islands                    | ロードタウン                  | イギリス       |
| ドミニカ国                       | 英語: Commonwealth of Dominica                  | ロゾー                        | 独立国         |
| グレナダ                         | 英語: Grenada                                   | セントジョージズ              | 独立国         |
| グアドループ                     | フランス語: Guadeloupe                          | バステール                    | フランス       |
| マルティニーク                   | フランス語: Martinique                          | フォール＝ド＝フランス        | フランス       |
| モントセラト                     | 英語: Montserrat                                | プリマス ブレイズ（臨時首都） | イギリス       |
| サン・バルテルミー               | フランス語: Saint Barthélemy                    | グスタビア                    | フランス       |
| セントクリストファー・ネイビス   | 英語: Federation of Saint Christopher and Nevis | バセテール                    | 独立国         |
| セントルシア                     | 英語: Saint Lucia                               | カストリーズ                  | 独立国         |
| サン・マルタン                   | フランス語: Saint Martin                        | マリゴ                        | フランス       |
| セントビンセント・グレナディーン | 英語: Saint Vincent and the Grenadines          | キングスタウン                | 独立国         |
| シント・マールテン               | オランダ語: Sint Maarten                        | フィリップスブルフ            | オランダ       |
| トリニダード・トバゴ             | 英語: Trinidad and Tobago                       | ポートオブスペイン            | 独立国         |
| アメリカ領ヴァージン諸島         | 英語: United States Virgin Islands              | シャーロット・アマリー        | アメリカ合衆国 |

### その他
| 国・地域                   | 現地語表記                                                | 首都             | 宗主国     |
| -------------------------- | --------------------------------------------------------- | ---------------- | ---------- |
| グリーンランド             | デンマーク語: Grønland グリーンランド語: Kalaallit Nunaat | ヌーク           | デンマーク |
| サンピエール島・ミクロン島 | フランス語: Saint-Pierre et Miquelon                      | サンピエール     | フランス   |
| アルバ                     | オランダ語: Aruba                                         | オラニエスタッド | オランダ   |
| キュラソー                 | オランダ語: Curaçao                                       | ウィレムスタット | オランダ   |
| バミューダ                 | 英語: Bermuda                                             | ハミルトン       | イギリス   |

## 主要都市
| 都市圏                 | 人口        | 面積                                  | 国             |
| ---------------------- | ----------- | ------------------------------------- | -------------- |
| メキシコシティ         | 21,163,226† | 7,346平方キロメートル (2,836 sq mi)   | メキシコ       |
| ニューヨーク           | 19,949,502  | 17,405平方キロメートル (6,720 sq mi)  | アメリカ合衆国 |
| ロサンゼルス           | 13,131,431  | 12,562平方キロメートル (4,850 sq mi)  | アメリカ合衆国 |
| シカゴ                 | 9,537,289   | 24,814平方キロメートル (9,581 sq mi)  | アメリカ合衆国 |
| ダラス・フォートワース | 6,810,913   | 24,059平方キロメートル (9,289 sq mi)  | アメリカ合衆国 |
| ヒューストン           | 6,313,158   | 26,061平方キロメートル (10,062 sq mi) | アメリカ合衆国 |
| トロント               | 6,054,191†  | 5,906平方キロメートル (2,280 sq mi)   | カナダ         |
| フィラデルフィア       | 6,034,678   | 13,256平方キロメートル (5,118 sq mi)  | アメリカ合衆国 |
| ワシントンD.C.         | 5,949,859   | 14,412平方キロメートル (5,565 sq mi)  | アメリカ合衆国 |
| マイアミ               | 5,828,191   | 15,896平方キロメートル (6,137 sq mi)  | アメリカ合衆国 |

‌†2011年センサスの数字
北アメリカ最大の都市は人口的にはメキシコシティであるが、経済・文化的には北アメリカ大陸の東岸中央部にあるニューヨークが最も重要な都市である。ニューヨークには国際連合本部をはじめ重要な国際機関がおかれているほか、世界の経済や文化に大きな影響を及ぼす都市であり、北アメリカのみならず世界で最も重要な都市のひとつである。アメリカ合衆国の東海岸北部には、このほかにもボストン、フィラデルフィア、ボルティモア、そして合衆国の首都ワシントンD.C.といった大都市が連続しており、ボスウォッシュとよばれるメガロポリスを形成している。このほかにも合衆国内には地域の中枢となる巨大都市が点在しており、中西部のシカゴ、南部のアトランタやマイアミ、テキサス州のヒューストンやダラス・フォートワース都市圏、西部のデンバー、西海岸のロサンゼルスやサンフランシスコ、シアトルなどが特に大きな都市である。カナダの大都市は国土の南部に集中しているが、もっとも人口の多い地域はオンタリオ州南東部からケベック州南部にかけての地域であり、カナダ最大の都市であるトロントと、それに次ぐ大都市であるモントリオールがこの地域に存在する。
カナダ太平洋岸の大都市はバンクーバーただ一つであり、カナダの西の玄関口となっている。カナダの肥沃な西部平原地方は平原の中に人口10万から50万程度の都市がいくつか点在するが、その中ではカルガリーが最も大きく、この地域の中心となりつつある。
北アメリカ地域では、最大の都市は上記のとおりメキシコの首都メキシコシティであり、メキシコの人口や富はここに集中している。しかしメキシコ国内ではこのほかにも、グアダラハラとモンテレイ、それにプエブラなど14の都市が2014年時点で人口100万人を超えている。これらの都市はティフアナやメリダなどの例外はあるものの、大半は気候が良く人口の集中するメキシコの中央高原に位置している。
それより南の中央アメリカの小国群では、各国の首都、すなわちグアテマラのグアテマラシティ、エルサルバドルのサンサルバドル、ホンジュラスのテグシガルパ、ニカラグアのマナグア、コスタリカのサンホセ、そしてパナマのパナマシティが突出しており、それぞれ人口100万人近く、または100万人越えの人口を持つ。カリブ海諸島では、大アンティル諸島には大都市が多く、キューバの首都ハバナとドミニカ共和国の首都サントドミンゴ、ハイチの首都ポルトープランスとプエルトリコのサンフアンが人口100万人を超える一方で、小島嶼による小国が集中する小アンティル諸島においては10万人越えの都市すら存在しない。

## 経済
| 順位 | 国             | GDP (購買力平価, 2015年) アメリカ・ドル（100万ドル） |
| ---- | -------------- | ---------------------------------------------------- |
| 1    | アメリカ合衆国 | 18,124,731                                           |
| 2    | メキシコ       | 2,224,313                                            |
| 3    | カナダ         | 1,640,370                                            |
| 4    | キューバ       | 211,947                                              |
| 5    | ドミニカ共和国 | 146,277                                              |
| 6    | プエルトリコ   | 125,633                                              |
| 7    | グアテマラ     | 124,941                                              |
| 8    | パナマ         | 81,801                                               |
| 9    | コスタリカ     | 74,324                                               |
| 10   | エルサルバドル | 52,682                                               |

| 順位 | 国                   | GDP (名目, 2015年) アメリカ・ドル（100万ドル） |
| ---- | -------------------- | ---------------------------------------------- |
| 1    | アメリカ合衆国       | 18,124,731                                     |
| 2    | カナダ               | 1,615,471                                      |
| 3    | メキシコ             | 1,231,982                                      |
| 4    | プエルトリコ         | 103,135                                        |
| 5    | キューバ             | 68,234                                         |
| 6    | ドミニカ共和国       | 66,199                                         |
| 7    | グアテマラ           | 66,037                                         |
| 8    | コスタリカ           | 52,800                                         |
| 9    | パナマ               | 47,478                                         |
| 10   | トリニダード・トバゴ | 29,210                                         |

経済規模においてはアメリカ合衆国が他を圧倒しており、北アメリカの他の国をすべて合計してもアメリカの経済規模の半分にも遠く及ばない。アメリカは一人あたりの富においても北アメリカでもっとも豊かであるが、これに関してはカナダもアメリカとほぼ同じ数字を達成している。ただしカナダの産業地帯はアメリカ国境にほど近い地域に集中しており、両国間の経済交流も非常に盛んで、事実上経済地域としてはほぼ統合された状態にある。経済面でこの両国に次ぐ力を持つのはメキシコであるが、一人あたりの富においては両国には遠く及ばない。そのほか、中米地峡やカリブ海諸国のほとんどは経済的には中進国レベル、一部は発展途上国のレベルにあり、北部の2国との差は激しい。しかし、発展途上国のなかでも特に貧しい後発開発途上国に指定されているのはハイチ1国であり、その他の国は非常に貧しかったり経済が崩壊しているというわけではない。一方でアメリカと中部アメリカ諸国の経済格差は極めて大きく、メキシコやキューバ、プエルトリコ、エルサルバドル、ニカラグアなどといった中米諸国から大量の越境労働者がアメリカへと流入している。
アメリカおよびカナダは各種工業が発達しているほか、農業でも肥沃な農地と効率的な大規模農業によって生産性がきわめて高く、世界有数の食糧輸出国となっている。アメリカ最大の工業地域は北東部から五大湖沿岸にかけての地域であり、デトロイトの自動車やピッツバーグの鉄鋼、各種工業の集積するシカゴなどをはじめ、さまざまな工業都市が連なる工業地帯となっていたが、20世紀後半以降諸外国との競争激化により衰退傾向にあり、ラストベルトと呼ばれる場合もある。一方1970年代以降は、サンベルトと呼ばれる北緯37度以南のアメリカ南部地域において安い労働力や地価、有利な税制を求めて先端産業や伝統的工業が相次いで進出し、日本などの外国資本による自動車産業の進出も相まって、新たな工業集積地域を形成するようになった。また、カリフォルニア州にあるシリコンバレーは技術者の確保しやすさや気候の良さなどからハイテク産業が集積し、電子工業や情報技術産業の中心地となっている。カリブ海諸島においては植民地化初期よりプランテーションによる砂糖の生産が基幹産業となっており、19世紀には中央アメリカ諸国において、在地富裕層によるコーヒー栽培と進出してきたアメリカ資本によるバナナ栽培が発展し、基幹産業となった。1980年代以降、中央アメリカ諸国では果物や野菜、花などの新作物の栽培が急拡大し、1990年代にはこれらの輸出は従来のバナナ・コーヒーと並ぶ重要な地位を占めるようになった。
アメリカとカナダの経済はほぼ統合された状態にあるが、それに加えて1992年には北アメリカ大陸南部最大の国家であるメキシコと、アメリカ、カナダの3か国が北米自由貿易協定（NAFTA）を結成して以降、メキシコの北部の各所にマキラドーラと呼ばれる保税加工区の建設が急速に進み、特にメキシコとアメリカ間の貿易が急伸した。

## 歴史
北アメリカにおけるヒトの定住は16,000年ほど前から始まったものと目されている。
北アメリカにおいて最も早く文明が成立したのは、現在のメキシコ中部においてであった。紀元前1250年ごろには最古の文明であるオルメカ文明が成立し、ついでメキシコ中央高原にはテオティワカンをはじめとする諸文明が、ユカタン半島にはマヤ文明が成立した。これらの文明は鉄器を持たず、青銅器も普及は遅れ利用も装飾にほぼ限定されたものの、トウモロコシをはじめとする多くの植物の栽培化をなしとげ、独自の高度な文明を作り上げていた。
1492年、クリストファー・コロンブスが現在のバハマの東端に近いサン・サルバドル島に上陸し（アメリカ大陸の発見）、以後数十年でスペインからやってきたコンキスタドールたちによって中央アメリカの高度な文明はすべて滅ぼされ、1521年には最大の先住民国家であったアステカ帝国もエルナン・コルテスによって滅亡した。また、ヨーロッパからの植民者たちは北アメリカで知られていなかった病原菌を持ち込み、このために北アメリカの先住民人口は激減した。16世紀の中ごろには、中部アメリカ大陸部のほとんどはスペインの植民地となっていた。一方カリブ海諸島においては17世紀以降、スペインの支配の合間を縫うようにイギリスやフランス、オランダなどが進出し、植民地を築いていった。
中央アメリカ地域に比べ、北アメリカ大陸北部への植民は遅れた。この地域で最初に永続的な植民地が開かれたのは1607年にイギリスによってジェームズタウンが建設された時である。ついで1620年にはメイフラワー号に乗ってやってきたピルグリム・ファーザーズたちがプリマスに入植し、やがて東海岸にはイギリスの13植民地が建設されることとなった。一方、その北のセントローレンス川河口にはフランスが進出し、1608年にケベックの街を建設して内陸にはいりこんでいき、ヌーベルフランス植民地を建設した。この植民地はセントローレンス川から五大湖・ミシシッピ川水系を通ってメキシコ湾にまで至る広大な植民地であったが、ケベック周辺を除き非常に人口は希薄であった。
やがて東海岸のイギリスとそれを囲むように広がるフランスの両植民地は衝突するようになり、100年以上断続的に紛争を繰り返したが、結局最後の北米植民地戦争であるフレンチ・インディアン戦争においてフランスは大敗し、1763年のパリ条約でフランスは北アメリカ大陸の植民地のほとんどをイギリスに譲渡することになった。しかし、この戦争の戦費によって財政難に陥ったイギリスは13植民地に様々な税を課すようになり、不満を持った植民地側は1775年に蜂起し、アメリカ独立戦争が勃発した。翌1776年にはアメリカ独立宣言が発表された。この戦争は植民地側の優位のまま進み、1783年にはパリ講和条約が締結されて、イギリスは13植民地の独立を認め、北アメリカ大陸最初の近代独立国家であるアメリカ合衆国が誕生した。ただしその北側に位置するカナダ植民地はイギリスのもとにとどまることを選択し、ここに北アメリカ大陸の旧英国領は南のアメリカ合衆国と北のカナダ植民地とに2分されることとなった。独立したアメリカはイギリス領だったミシシッピ川東岸を自国領としたが、さらに西へと進む動きを見せ、1803年にはフランスからミシシッピ川西岸にあたるルイジアナを買収して領土を2倍にした。アメリカ大統領トーマス・ジェファーソンは1804年にメリウェザー・ルイスとウィリアム・クラークに率いられた探検隊をミシシッピ西方へと派遣した。このルイス・クラーク探検隊はミズーリ川沿いに進んでロッキー山脈を抜け、太平洋に到達し、アメリカの西部進出の基盤を作ることとなった。
このアメリカ独立と、フランス革命に端を発する宗主国の混乱は、中央アメリカ各地域においても独立の動きをよびさました。最も早く独立へと動いたのは、カリブ海に浮かぶフランス領サン＝ドマングである。サン＝ドマングでは1791年にハイチ革命が勃発し、1804年には北アメリカ第2の独立国としてハイチが独立した。次いで1810年にはメキシコでもミゲル・イダルゴによってメキシコ独立革命が開始され、1821年にはメキシコが独立。さらにそこから1823年には中央アメリカ連邦共和国が独立し、スペインの勢力はカリブ海にうかぶ島々に限定されることとなった。
独立後すぐに、アメリカは西部への膨張を開始した。当初はアメリカ領だったミシシッピ川以東に限られていたが、上記ルイジアナ買収によってさらにアメリカの領土は西へと延伸し、移住者の波もそれに伴って徐々に西へと押し寄せた。重要だったのは1787年に制定された北西部土地条例で、これによって開拓地にできた準州は人口60000人を超えると州として連邦に加盟することが可能になり、西部の国土化に大きな役割を果たした。19世紀中ごろからは産業革命も開始され、さらに各国から続々と押し寄せる移民の波とそれを受け入れることの可能な西部の開拓地の存在によって、アメリカは急速に国力を増大させていった。こうしたアメリカの西進は、進行方向にあたる地域に領土を持っていたメキシコとの対立を呼び起こしたが、当時メキシコは国内の政情不安が続き、さらにアメリカと衝突するメキシコ北部においては人口も希薄で開発も進んでいなかったことから、この両国の対立は常にアメリカ有利で決着がついた。1836年にはメキシコ北端のコアウイラ・イ・テハス州においてアメリカ系移民が反乱を起こして独立し、テキサス共和国を建国。1845年に同国がアメリカに加盟したことで両国は衝突し、1846年には米墨戦争が勃発した。この戦いでアメリカは完勝し、1848年の講和によってメキシコから北部の広大な領土をもぎ取った。さらに同じ1848年には、獲得したばかりのカリフォルニア州において金が発見され、カリフォルニア・ゴールドラッシュが起きて西部の開拓は飛躍的に進むこととなった。1869年には最初の大陸横断鉄道が開通して、アメリカの東西を結ぶ大動脈となった。
1860年代には、アメリカとメキシコにおいてそれぞれ大きな内乱が起きた。まず1861年にはアメリカにおいて、奴隷制の是非をめぐって北部と南部が対立し、南部がアメリカ連合国を建国して南北戦争が勃発した。この戦いはアメリカ合衆国のエイブラハム・リンカーン政権の勝利に終わり、中央政府の支配力が強化されることとなった。同じく1861年には、この動乱を見たフランスがメキシコ出兵を決定し、メキシコシティを攻略して第2次メキシコ帝国を成立させたものの、これも1867年にメキシコ合衆国側のベニート・フアレス政権が勝利した。また、アメリカの強大化は分離と統合を繰り返していた北側のイギリス領諸植民地の危機感を呼び覚まし、1867年にはこれらのうち4つの植民地が英領北アメリカ法を制定してカナダ自治領として統合した。このカナダ自治領にはこの地域にある他のイギリス植民地も続々と加入し、最終的には大陸北部のイギリス領はすべてカナダに統合された。
アメリカの経済成長はなおも続き、19世紀末には、アメリカの工業力はイギリスやドイツといったヨーロッパ列強諸国と肩を並べ抜き去るまでになっていた。1898年には米西戦争が起きてアメリカが勝利し、キューバが独立、プエルトリコがアメリカ領となってスペインは完全に新大陸での領土を喪失した。またこの時期からはアメリカ資本が中央アメリカ全域に進出するようになり、大農園を建設したユナイテッド・フルーツ社などの支配力が強まり、バナナ共和国という言葉に代表される中米諸国の経済的なアメリカへの従属化が進行した。メキシコにおいてはポルフィリオ・ディアス政権によって経済開発が進んだが、貧富の差の拡大や独裁に反感が高まり、1910年よりメキシコ革命が勃発した。また、1914年にはアメリカの手によってパナマ運河が建設され、太平洋と大西洋の海運距離が大幅に短縮した。
第一次世界大戦によってヨーロッパ諸国が経済的に疲弊すると、アメリカは世界最大の経済大国として世界経済をリードするようになり、第二次世界大戦によって政治・軍事的にも完全に世界をリードするようになった。一方、カリブ海・中央アメリカ諸国においては政情不安が続く国が多く、クーデターによって軍事政権が成立することも珍しくなかったが、政治・軍事的には完全にアメリカの強い影響下におかれるようになった。こうした中、1959年にキューバ革命が勃発し、フィデル・カストロに率いられた革命政権はソヴィエト連邦へと急速に接近。北アメリカに初の東側国家が誕生することになり、この地域に極度の緊張をもたらした。この緊張は1962年のキューバ危機によって最高潮に達し、以後やや緊張は緩んだものの両国の対立は21世紀に入っても続いた。1960年代から1980年代にかけては、カリブ海や小アンティル諸島に残っていたイギリス植民地が次々と独立し、とくに小アンティル諸島においては小国が乱立するようになった。